# Pravi pelin
Pravi pelin (znanstveno ime Artemisia absinthium) je zdravilna rastlina, ki je razširjena tudi v Sloveniji.

## Opis
Pravi pelin je trajnica, ki zraste od 60 do 120 cm visoko in ima pahljačaste srebrnkasto zelene liste. Spodnji listi so dolgopecljati, dva do trikrat pernato deljeni in so lahko dolgi do 25 cm. Stebelni listi so krajši in nasajeni na krajše peclje. Dolgi so le med 5 in 10 cm ter manj izrazito nazobčani. Proti vrhu rastline so listi brez peclja in niso nazobčani. Rastlina cveti zgodaj spomladi, cvetovi pa so rumeni. Podoben je navadnemu pelinu, le da je od njega nekoliko nižji in ima bolj rumenkaste cvetove.

## Zdravilne lastnosti
Pelin se je v ljudskem zdravilstvu zaradi svojih grenčin že od nekdaj uporabljal za spodbujanje apetita, poleg tega pa tudi pri slabi prebavi, bolečinah v želodcu, za zdravljenje vnetij prebavnega trakta in lajšanje menstrualnih težav. Pomagal naj bi tudi pri slabokrvnosti, vročini in okužbah, pa tudi za odstranjevanje črevesnih zajedavcev. Zunanje so se pripravki iz pelina uporabljali za zdravljenje ran, kožnih razjed in mozoljavosti, pa tudi za lajšanje pikov raznih insektov.

### Strupene lastnosti
Pelin vsebuje toksin tujon, ki v prevelikih količinah in v daljšem obdobju lahko privede do bruhanja, trebušnih krčev, glavobolov, omotičnosti in motenj centralnega živčnega sistema, zaradi česar se uporaba te rastline odsvetuje nosečnicam in doječim materam.